# Reißkofelgruppe
Die Reißkofelgruppe ist ein Teil des Kalkzugs der Gailtaler Alpen (Drauzug) in Kärnten und wird damit zum ostalpinen Anteil der Südlichen Kalkalpen gerechnet.
Der Name wird auch für die zentrale Untergruppe verwendet.

## Lage und Landschaft
Der Gebirgszug erstreckt sich vom Gailbergsattel bis zum Kreuzbergsattel und grenzt im Norden an das obere Drautal und im Süden an das obere Gailtal. Der Reißkofel ist mit einer Höhe von 2371 m der höchste Berg der Gruppe und besteht großteils aus Riffkalk.

## Umgrenzung und benachbarte Gebirgsgruppen
Nach der Österreichischen Gebirgsgruppengliederung nach Trimmel trägt die Gruppe die Nummer 3720, als Teil der Gailtaler Alpen (Trimmel 3700, AVE 56), und umgrenzt sich folgendermaßen:
- im Süden das Gailtal von Kötschach-Mauthen bis Möderndorf bei Hermagor zu den Karnischen Alpen (3800, mit Kellerspitzen, Polinik, Findenigkofel, Hochwipfel)
- im Osten Gösseringbach – Weißbriach – Waisacheralm[2]  – Maßgraben – Bruggen (Gemeinde Greifenburg) an der Drau zur Spitzegelgruppe (3731, in Graslitzengruppe 3730, bei Seeger[3] Mittlere Gailtaler Alpen)
- im Norden das Drautal bis Oberdrauburg zur Kreuzeckgruppe (2250, mit Hochtristen, Scharnik)
- im Westen Silberbach – Gailbergsattel – Kötschach-Mauthen zu den Lienzer Dolomiten (3710, Hochstadelgruppe)

## Gliederung
Die Reißkofelgruppe gliedert sich – ebenfalls nach Trimmel – in drei Abschnitte (jeweils von West nach Ost):
- Torkofelgruppe (Nr. 3721): das mit Dolomit durchsetzte Massiv der Jauken mit den Gipfeln Jaukenhöhe (2234 m), Torkofel (2276 m), Mitterkofel (2247 m) und Spitzkofel (2223 m) und diversen Vorbergen, so etwa den Jukbühel (1888 m) gegen den Gailbergsattel
- Reißkofelgruppe (i. e. S. Nr. 3722): Gratzug mit dem Reißkofel (2371 m) und dem Sattelnock (2033 m) und Vorbergen
- Kreuther Höhe-Zug (Nr. 3723): niedriger Ausläufer gegen das untere Gitschtal, mit Hochwarter Höhe (1688 m) und Kreuther Höhe (1440 m)

Die beiden ersteren werden entlang der Linie Grafendorf – Wiesergraben – Finstergraben – Jaukensattel (1600 m) – Ochsenschluchtalm – Ochsenschlucht – Feistritzbach – Berg im Drautal getrennt, die letzteren von Kirchbach an der Gail – Kirchbachgraben – Möslalm (1197 m) – Schwarzenbach – Weißbriach.

## Wege und Hütten
Der ganze Gebirgszug ist mit zahlreichen Wegen erschlossen, die Überschreitung auf ganzer Länge von Gailberg- zum Kreuzbergsattel wie auch nach Weißbriach ist als Teilstück des Gailtaler Höhenweg markiert. Stützpunkte am Höhenweg sind die Hütten Dellacheralm (privat 1567 m), Jaukenalm (Jausenstation, 1934 m), E.-T.-Compton-Hütte (ÖAV, 1585 m) und die Weißbriacher Hütte (ÖAV, 1567 m) – dazwischen gibt es mit dem Reißkofel-Biwak (1799 m) östlich des Jaukensattels eine Notunterkunft. Das Gebiet ist auch für Mountainbiker interessant.